# Amaury Nolasco
Pour les articles homonymes, voir Amaury.
Amaury Nolasco est un acteur portoricain, né le 24 décembre 1970 à Porto Rico.
Il est révélé par son rôle de Fernando Sucre dans la série télévisée dramatique Prison Break (2005-2009-2017).  
Au cinéma, il s'illustre alors dans le registre de l'action avec le blockbuster Transformers (2007), le drame Au bout de la nuit (2008) et l'adaptation cinématographique Max Payne (2008). Fort d'une nouvelle popularité, il porte les éphémères séries télévisées suivantes : la policière Chase (2010-2011) et la comédie Work It (2012-2013), il participe ensuite au cinquième volet de la saga Die Hard (2013).  
Il rejoint aussi la distribution principale de l'éphémère série comique Telenovela (2015-2016) et le film d'action Criminal : Un espion dans la tête (2016).

## Biographie

### Enfance et formation
Originaire de Porto Rico, il est le fils d'immigrés dominicains. Amaury Nolasco poursuit des études de biologie à l'Université de Porto Rico pour devenir docteur. À l'origine, il n'avait pas l'intention de devenir acteur, mais il est repéré par un agent et participe à des publicités. 
Après plusieurs petits boulots d'acteur, Nolasco déménage à New York où il fréquente la American British Dramatic Arts School.

### Carrière

#### Années 2000: révélation télévisuelle et percée au cinéma

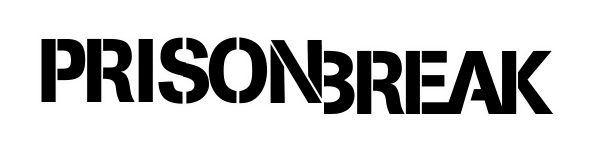
Logo original de la série télévisée Prison Break.

A la fin des années 1990, l'acteur entame sa carrière par des rôles mineurs dans des séries télévisées installées comme New York Undercover, Arliss et Demain à la une. 
Le début des années 2000 est marqué par une participation au second téléfilm faisant suite à la série télévisée Shérif, fais-moi peur, Les Duke à Hollywood. Puis, à une successions d'interventions dans des séries télévisées (Les Experts, Urgences, Une famille du tonnerre et Eve). Au cinéma, il décroche un rôle mineur dans Aniki, mon frère et participe au blockbuster 2 Fast 2 Furious qui l'oppose à Paul Walker, enfin, il donne la réplique à Bernie Mac dans la comédie indépendante Mr. 3000.
En 2004, l'acteur figure sur une liste des visages masculins à surveiller selon le célèbre quotidien USA Today, aux côtés, notamment, de Justin Timberlake, Ashton Kutcher, Josh Hartnett et Jake Gyllenhaal. 
C'est en 2005 que l'acteur est révélé au grand public et accède à la notoriété,. Il intègre la distribution principale de la série télévisée dramatique  Prison Break (créé par Paul Scheuring), il incarne le personnage de Fernando Sucre. Envoyé en prison par son cousin alors qu'il braquait un petit commerce afin d'acheter une bague à sa fiancée Maricruz Delgado, il est le compagnon de cellule de Michael Scofield et participe donc à l'évasion de Fox River que prépare le personnage de Wentworth Miller.  
La série est un énorme succès pour la Fox et son interprétation lui permet d'être cité, à trois reprises, pour l'ALMA Awards du meilleur acteur dans une série télévisée. 

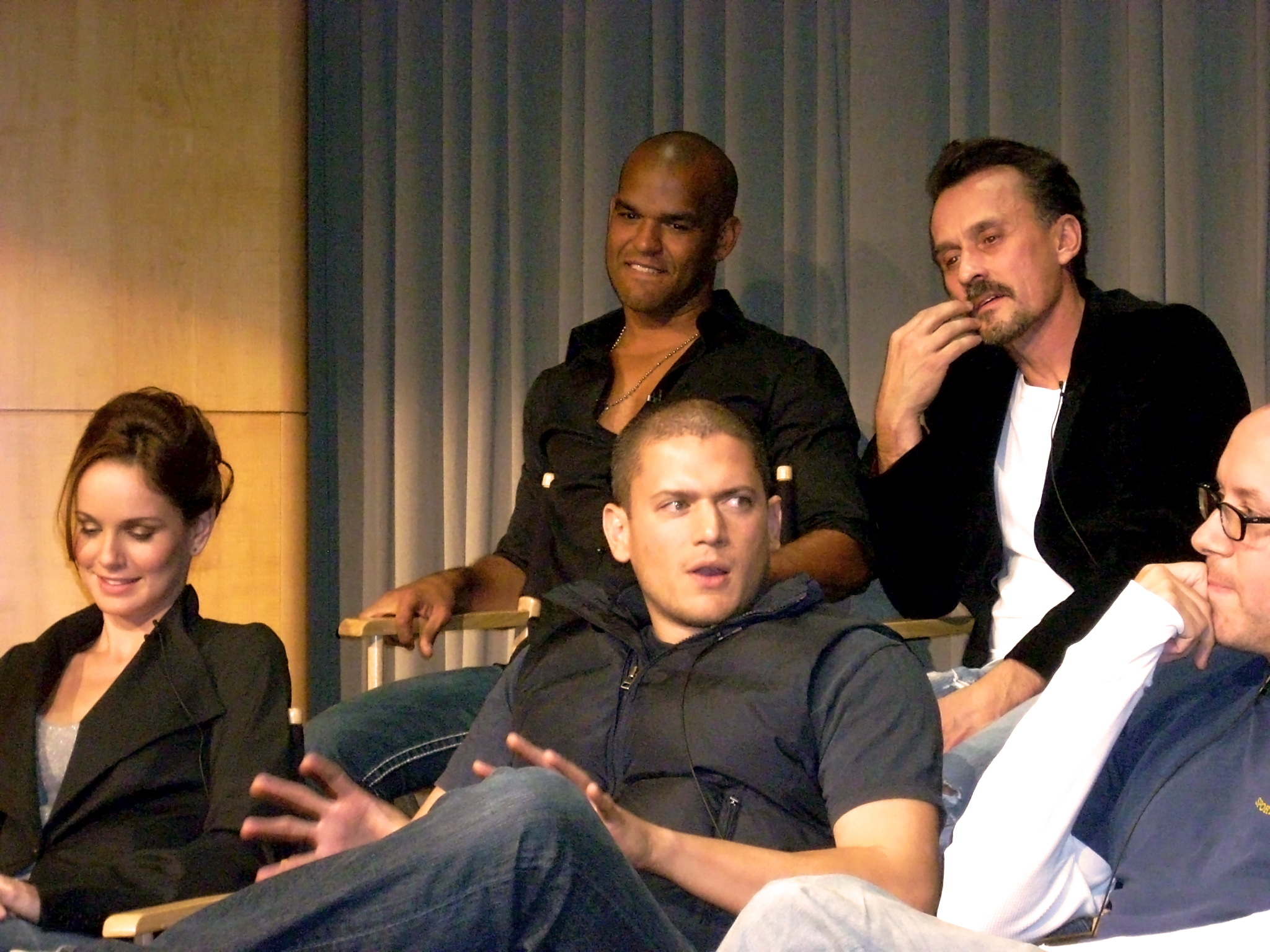
Amaury Nolasco avec ses collègues de Prison Break, Robert Knepper, Sarah Wayne Callies, Wentworth Miller et Matt Olmstead, en 2008.

L'acteur profite de cette nouvelle visibilité pour jouer dans des productions importantes : d'abord le blockbuster d'action Transformers (2007), premier volet d'une franchise très lucrative, puis, après être apparu dans le clip Yes We Can chanson inspirée pour la campagne présidentielle de Barack Obama par Will.i.am, il est à l’affiche, en 2008, d'Au bout de la nuit et de Max Payne, adaptation du jeu vidéo du même nom. Les deux films fonctionnent correctement au box office, bien que l'adaptation déçoit les fans.  
En 2009, après l'arrêt de Prison Break, l'acteur apparaît dans un épisode de la série policière Les Experts : Miami et joue dans le film d'action Blindés avec Matt Dillon, Jean Reno et Laurence Fishburne, mais le film peine à séduire la critique et le public,.

#### Années 2010: échecs en séries et retour au succès
En 2010, l'acteur joue les guest star pour trois épisodes de la série Southland et tente ensuite de porter la série policière Chase avec Kelli Giddish et Cole Hauser ainsi que Jesse Metcalfe mais le show est un échec et il est arrêté au bout des 18 épisodes constituant l'unique saison.   
En 2011, il joue un second rôle aux côtés de Johnny Depp, Aaron Eckhart et Giovanni Ribisi dans la comédie dramatique Rhum express mais le film est un flop commercial en dépit d'un accueil critique globalement positif.   
Entre 2012 et 2013, il joue dans un court métrage dirigé par son amie Eva Longoria, Out of the Blue, ainsi que dans un épisode de la série Burn Notice avant de rejoindre la distribution principale de la série télévisée comique Work It aux côtés de Rochelle Aytes mais les audiences ne suivent pas, en plus d'une très mauvaise presse, le programme est rapidement supprimé.   
Au cinéma, après un rôle majeur dans un film espagnol El Teniente Amado, il fait face à Bruce Willis dans Die Hard : Belle journée pour mourir, cinquième volet des aventures de John McClane, qui lui permet de nouer avec les hauteurs du box office à défaut de convaincre les critiques.   
Entre 2013 et 2016, il joue le lieutenant Rafael Martinez dans quatre épisodes de la série policière Rizzoli and Isles. Entretemps, il joue dans un épisode de Justified ainsi que dans un arc narratif de cinq épisodes de la série Gang Related.     
De 2015 à 2016, il retrouve Eva Longoria pour la série télévisée comique Telenovela. Cette série, qui se moque ouvertement des feuilletons quotidiens hispaniques, n'est finalement pas renouvelée pour une seconde saison en raisons d'audiences insuffisantes,.    
Au cinéma, il s’illustre encore dans le film d'action avec Criminal : Un espion dans la tête dans lequel il donne la réplique aux vétérans Kevin Costner, Gary Oldman et Tommy Lee Jones, qui ne fonctionne pas, puis l'acteur finit par renouer avec le succès grâce au retour de Prison Break. En effet, le show revient sous la forme d'une minisérie de neuf épisodes ; intitulée Prison Break: Resurrection.   
Il rejoint ensuite la distribution principale de la série télévisée policière Cameron Black : L'Illusionniste mais la série est arrêtée prématurément dès la première saison. La même année, au cinéma, il reste dans le registre de l’action et joue un second rôle dans le thriller Speed Kills porté par John Travolta et Katheryn Winnick.

### Vie personnelle
Sa sœur, Deborah, dont il était très proche, meurt sur les lieux de son travail, en 2010.
C'est un ami de l'actrice Eva Longoria qui joue dans Desperate Housewives (il est d'ailleurs le parrain de son fils, Santiago) et du chanteur Ricky Martin. C'est le meilleur ami de Robert Knepper et un ami proche de Dominic Purcell et de Sarah Wayne Callies.[réf. nécessaire]

## Filmographie

### Cinéma

#### Longs métrages
- 1997 : Fall d'Eric Shaeffer : le serveur
- 2000 : Aniki, mon frère (Brother) de Takeshi Kitano : Victor
- 2002 : Final Breakdown de Jeffrey W. Byrd : Hector Arturo
- 2003 : 2 Fast 2 Furious de John Singleton : Orange Julius
- 2003 : The Librarians (en) de Mike Kirton : G-Man
- 2004 : Mr. 3000 de Charles Stone III : Minadeo
- 2006 : La Revanche des losers (The Benchwarmers) de Dennis Dugan : Carlos
- 2007 : Transformers de Michael Bay : Figueroa
- 2008 : Au bout de la nuit de David Ayer : Santos
- 2008 : Max Payne de John Moore : Jack Lupino
- 2009 : Blindés (Armored) de Nimród Antal : Palmer
- 2011 : Rhum express (The Rum Diary) de Bruce Robinson : Segarra
- 2013 : Die Hard : Belle journée pour mourir (A Good Day to Die Hard) de John Moore : Murphy
- 2013 : El Teniente Amado de Felix Limardo : Amado Garcia Guerrero
- 2014 : Out of Control (In the Blood) de John Stockwell : Silvio Lugo
- 2014 : Small Time de Joel Surnow : Barlow
- 2014 : Animal de Brett Simmons : Douglas
- 2016 : Criminal : Un espion dans la tête (Criminal) d'Ariel Vromen : Esteban Ruiza
- 2018 : Locating Silver Lake de Eric Bilitch : Jose
- 2018 : Edge of Fear de Bobby Roth : Nick
- 2018 : Speed Kills de John Luessenhop : Agent Lopez
- 2020 : Hightown : Frankie Cuevas

#### Courts métrages
- 2013 : Out of the Blue d'Eva Longoria : Savage
- 2015 : 2 Hours 2 Vegas d'Avi Cohen : Damian Savage
- 2016 : Fate d'Avi Cohen : Boss

### Télévision

#### Téléfilms
- 2000 : The Dukes of Hazzard: Hazzard in Hollywood de Bradford May : Cypriano
- 2010 : The Quickening de Mark Piznarski : Swan

#### Séries télévisées
- 1998 : New York Undercover : Shadow's Accomplice (1 épisode)
- 1999 : Arliss : Ivory Ortega (1 épisode)
- 1999 : Demain à la une : Pedro Mendoza (1 épisode)
- 2000 : Pacific Blue : rôle non communiqué (1 épisode)
- 2000 : Les Associées (The Huntress) : Flaco Rosario (1 épisode)
- 2001 : Les Experts : Hector Delgado (1 épisode)
- 2002 : Urgences : saison 9, épisode 2, Ricky (1 épisode)
- 2003 : Une famille du tonnerre (George Lopez) : Manny jeune (1 épisode)
- 2004 : Eve : Adrian (1 épisode)
- 2005 : Les Experts : Manhattan : Ruben DeRosa (1 épisode)
- 2005-2009 puis 2017 : Prison Break : Fernando Sucre (90 épisodes)
- 2009 : Les Experts : Miami : Nathan Cole  (1 épisode)
- 2010 : Southland : Rene Cordero (saison 2, 3 épisodes)
- 2010-2011 : Chase : Marco Martinez (rôle principal - 18 épisodes)
- 2012-2013 : Work it : Angel (rôle principal - 13 épisodes)
- 2013 : Burn Notice : Mateo (1 épisode)
- 2013 : Justified : Elvis Machado (1 épisode)
- 2013-2016 : Rizzoli et Isles : lieutenant Rafael Martinez (saison 4, 3 épisodes et saison 6, 1 épisode)
- 2014 : Gang Related : Matias (saison 1, 5 épisodes)
- 2015-2016 : Telenovela : Rodrigo Suarez (rôle principal - 11 épisodes)
- 2018 : Cameron Black : l'illusionniste : Mike Alvarez (saison 1, 13 épisodes)
- 2019 : Power : Rodolfo (saison 6, épisode 7)
- 2020 : Hightown : Frankie Cuevas .Sr (rôle principal)
- 2020 : 9-1-1: Lone Star : Morris (saison 3,épisode 13)

### Jeux vidéo
- 2010 : Prison Break: The Conspiracy : Fernando Sucre (voix)

### Clips
- 2008 : Yes We Can de Will.i.am

## Distinctions
Sauf indication contraire ou complémentaire, les informations mentionnées dans cette section proviennent de la base de données IMDb.
Nominations
- ALMA Awards 2006 : Meilleur acteur de série télé dans un second rôle pour Prison Break
- Teen Choice Awards 2006 : Meilleur acteur dans une série télévisée pour Prison Break
- ALMA Awards 2008 : Meilleur acteur dans un second rôle dans une série télévisée dramatique pour Prison Break
- ALMA Awards 2009 : Meilleur acteur dans une série télévisée dramatique pour Prison Break

## Voix françaises
En France, Laurent Morteau est la voix régulière de Amaury Nolasco depuis 2005.
En France
| - Laurent Morteau dans : - Les Experts : Manhattan (série télévisée) - Prison Break (série télévisée) - Au bout de la nuit - Max Payne - Les Experts : Miami (série télévisée) - Southland (série télévisée) - Chase (série télévisée) - Die Hard : Belle journée pour mourir - Burn Notice (série télévisée) - Rizzoli & Isles (série télévisée) - Animal - Justified (série télévisée) - Gang Related (série télévisée) - Criminal : Un espion dans la tête - Cameron Black : L'Illusionniste (série télévisée) - South of Heaven (en) - 9-1-1: Lone Star (série télévisée) - The Valet - La Terre des femmes (série télévisée) | Et aussi - Xavier Béja dans Demain à la une (série télévisée) - Christophe Peyroux dans 2 Fast 2 Furious - Julien Kramer dans Transformers - Éric Aubrahn dans Blindés - Renaud Marx dans Rhum express - Jérémy Prévost dans Out of Control |